# رقم وهمي
رقم وهمي (بالإنجليزية: Virtual Number) وقد يُترجم حرفيًا إلى رقم افتراضي هو رقم هاتفي بدون خط هاتف مرتبط بهِ مباشرةً. عادةً ما يتمُّ برمجةُ مثل هذه الأرقام لإعادةِ توجيه المكالمات الواردة إلى أحد أرقام الهاتف الحقيقيّة المحددة مسبقًا؛ والتي اختارها العميل على غرار الرقم في الهاتف الثابت أو في المحمول أو حتى الصوت عبر الإنترنت. من بينِ الميزات الكثيرة للأرقام الوهميّة أنها تُمكّن مالكها من استخدامِ الكثير من الأرقامِ دون الحاجة إلى شراء أجهزة إضافية كما هو الحال عندَ تركيبِ الشرائح في حالة الأرقام الحقيقيّة.
يُمكن عبر الكثير من الخدمات – المدفوعة في غالبيّتها – تعيينُ رقم هاتفي وهمي لإعادة توجيهِ المكالمات إلى أرقام هواتف مختلفة، كما يُمكن برمجة الوقت الذي سيتمُّ فيه تحويل المكالمات والرسائل النصيّة وغيرها إلى الرقم الوهمي أو الافتراضي والوقت الذي لن يتمّ فيه ذلك.

## أمثلة
- الشركات: يمكنُ للشركة التي يقعُ مقرها في الصين مثلًا أن يكون لها رقم هاتفٍ في لوس أنجلوس أو لندن دون الحاجةِ لشراء رقمٍ حقيقي هناك..
  - تحظى الأرقام الوهميّة – أو الافتراضيّة – بشعبيةٍ كبيرةٍ بين مراكز الاتصال التي يبدو أنها تقع في بلد واحد نظرًا لأنها تُوفِّر تغطية فعالة على مدار الساعة وطوال أيام الأسبوع.
- الأفراد: قد يستخدمُ المهاجرون والمسافرون وغيرهم ممن يعيشون في بلدٍ أجنبي غير بلدهم الأم رقمًا وهميًا يُمكّنهم من الاتصال وإجراء المكالمات وغير ذلك من الميزات التي يُوفِّرها الرقمُ النظامي.
- التسويق: تستخدمُ بعض الشركات أرقامًا افتراضيةً لحملاتٍ تسويقيةٍ مختلفةٍ أو لإنشاءِ قنوات اتصال مختلفة، وهذا يسمحُ للراعي أو المُعلن بتتبع الحملة ومعرفة الوسيط الذي يجلبُ الزيارات.
- الخدمات الافتراضية: يستخدمُ العديد من موفري الخدمات الافتراضية رقمًا وهميًا لربطِ خدماتهم الافتراضية الأخرى معًا، ما يُمكّن عملاء هذه الخدمات من الحصولِ على رقمٍ هاتفي وعنوان بريد وعنوان صوتي في أيّ مكانٍ في العالم تقريبًا.
  - يُقدّم معظم موفّري خدمة الصوت عبر الإنترنت أرقامًا افتراضية، حيث تُقدّم هذه الأرقام عادةً كأرقام جغرافية محلية في مدنٍ معيّنة.